# Allotoca diazi
Allotoca diazi är en fiskart som först beskrevs av Meek 1902.  Allotoca diazi ingår i släktet Allotoca och familjen Goodeidae. IUCN kategoriserar arten globalt som akut hotad. Inga underarter finns listade i Catalogue of Life.